# Neoarius pectoralis
Neoarius pectoralis es una especie de pez de la familia Ariidae en el orden de los Siluriformes.

## Morfología
Los machos pueden llegar alcanzar los 39,3 cm de longitud total.

## Hábitat
Se encuentra en las aguas costeras, estuarios, ríos afectados por las  mareas y manglares.

## Distribución geográfica
Se encuentra en Irian Jaya y Australia.